# Ornithogalum collinum
Ornithogalum collinum ist eine Pflanzenart aus der Familie der Spargelgewächse (Asparagaceae).

## Beschreibung
Ornithogalum collinum ist eine ausdauernde, krautige Zwiebelpflanze, die Wuchshöhen von 1 bis 15 Zentimetern erreicht. Die Zwiebel hat freie Schuppen und Tochterzwiebeln. Der Schaft befindet sich noch mehr oder weniger über dem Boden. Die Blätter sind 2 bis 5 Millimeter breit und am Rand glatt, rau oder bewimpert. Die 2 bis 12-blütige (selten bis 24-blütige) Traube ist 5 bis 120 Millimeter groß. Der unterste Blütenstiel ist 15 bis 95 Millimeter groß und steht in einem Winkel von 60 bis 100° ab. Die Blütenblätter sind 12 bis 14 (20) Millimeter groß. Die Fruchtstiele sind mehr oder weniger gerade. Der Fruchtknoten weist schwache Leisten auf.
Die Blütezeit reicht von März bis April.
Die Chromosomenzahl beider Unterarten von Ornithogalum collinum beträgt 2n = 18.

## Vorkommen
Ornithogalum collinum kommt im (nordöstlichen) Mittelmeerraum vor. Die Art wächst auf Phrygana, Brachland, Olivenhainen und Igelpolsterheiden in Höhenlagen von 0 bis 500 Meter.

## Systematik
Es gibt zwei Unterarten:
- Ornithogalum collinum subsp. collinum: Aufgrund der Untersuchungen von Franz Speta liegen gesicherte Nachweise aus Italien, Sizilien, Kroatien, Montenegro, Albanien, Griechenland und Kreta vor.[1] Ungesichert sind Angaben aus dem europäischen Teil der Türkei.[4][5] Die Angaben für Spanien, Frankreich, Sardinien und Korsika aus der Flora Europaea[4][5] werden in aktueller floristischer Literatur[6][7][8] nicht aufgegriffen.
- Ornithogalum collinum subsp. rhodium Speta: Diese Unterart kommt auf Rhodos vor.[2][5]